# Benny Schnoor
Benny Schnoor (* 28. Dezember 1922 in Søllerød; † 5. September 2003 in Herlev) war ein dänischer Radrennfahrer.

## Sportliche Laufbahn
Er war Teilnehmer der Olympischen Sommerspiele 1948 in London. In der Mannschaftsverfolgung wurde er gemeinsam mit Børge Gissel, Max Jørgensen und Børge Mortensen auf dem 5. Rang klassiert.